# Europäisches Olympisches Winter-Jugendfestival 2025/Freestyle-Skiing
Beim Europäischen Olympischen Winter-Jugendfestival 2025 wurden vier Wettbewerbe im Freestyle-Skiing ausgetragen. Im Vergleich zu 2023 wurde Skicross aus dem Programm gestrichen. Austragungsort war das Skigebiet DidveliI.

## Zeitplan
| Zeitplan Freestyle-Skiing | Zeitplan Freestyle-Skiing | Zeitplan Freestyle-Skiing | Zeitplan Freestyle-Skiing | Zeitplan Freestyle-Skiing | Zeitplan Freestyle-Skiing | Zeitplan Freestyle-Skiing |
| Wettbewerbe               | Januar                    | Januar                    | Januar                    | Januar                    | Januar                    | Januar                    |
| Wettbewerbe               | 10.                       | 11.                       | 12.                       | 13.                       | 14.                       | 15.                       |
| ------------------------- | ------------------------- | ------------------------- | ------------------------- | ------------------------- | ------------------------- | ------------------------- |
| Jungen                    |                           |                           |                           |                           |                           |                           |
| Slopestyle                |                           |                           |                           |                           |                           |                           |
| Big Air                   |                           |                           |                           |                           |                           |                           |
| Mädchen                   |                           |                           |                           |                           |                           |                           |
| Slopestyle                |                           |                           |                           |                           |                           |                           |
| Big Air                   |                           |                           |                           |                           |                           |                           |
| Entscheidungen            | 0                         | 2                         | 0                         | 0                         | 0                         | 2                         |

|  | Qualifikation |  | Finale |

## Bilanz

### Medaillenspiegel
| Platz  | Land           | Gold | Silber | Bronze | Gesamt |
| ------ | -------------- | ---- | ------ | ------ | ------ |
| 1      | Österreich     | 1    | 1      | –      | 2      |
| 1      | Estland        | 1    | 1      | –      | 2      |
| 3      | Schweiz        | 1    | –      | 1      | 2      |
| 3      | Großbritannien | 1    | –      | 1      | 2      |
| 5      | Schweden       | –    | 1      | 2      | 3      |
| 6      | Dänemark       | –    | 1      | –      | 1      |
| Gesamt | Gesamt         | 4    | 4      | 4      | 12     |

### Medaillengewinner
| Disziplin  | Gold             | Silber           | Bronze           |
| ---------- | ---------------- | ---------------- | ---------------- |
| Jungen     |                  |                  |                  |
| Slopestyle | Viktor Maksyagin | Benjamin Lengger | Viktor Knutsen   |
| Big Air    | Benjamin Lengger | Viktor Knutsen   | Viktor Maksyagin |
| Mädchen    |                  |                  |                  |
| Slopestyle | Simona Revjagin  | Silje Kinkead    | Sandra Caune     |
| Big Air    | Sandra Caune     | Simona Revjagin  | Estrid Fahlen    |